# Municipio de North Plains
El municipio de North Plains (en inglés: North Plains Township) es un municipio ubicado en el condado de Ionia en el estado estadounidense de Míchigan. En el año 2010 tenía una población de 1279 habitantes y una densidad poblacional de 13,73 personas por km².

## Geografía
El municipio de North Plains se encuentra ubicado en las coordenadas 43°4′8″N 84°54′24″O / 43.06889, -84.90667. Según la Oficina del Censo de los Estados Unidos, el municipio tiene una superficie total de 93.15 km², de la cual 92,6 km² corresponden a tierra firme y (0,59 %) 0,55 km² es agua.

## Demografía
Según el censo de 2010, había 1279 personas residiendo en el municipio de North Plains. La densidad de población era de 13,73 hab./km². De los 1279 habitantes, el municipio de North Plains estaba compuesto por el 98,28 % blancos, el 0,16 % eran afroamericanos, el 0,23 % eran amerindios, el 0,08 % eran asiáticos, el 0,78 % eran de otras razas y el 0,47 % eran de una mezcla de razas. Del total de la población el 2,11 % eran hispanos o latinos de cualquier raza.